# Dền ngược
Dền ngược (danh pháp: Amaranthus retroflexus) là loài thực vật có hoa thuộc họ Dền. Loài này được L. mô tả khoa học đầu tiên năm 1753.